# Enrique Calderón Rodríguez
Enrique Calderón Rodríguez är en ort i Mexiko.   Den ligger i kommunen Pánuco de Coronado och delstaten Durango, i den centrala delen av landet, 800 km nordväst om huvudstaden Mexico City. Enrique Calderón Rodríguez ligger 1 958 meter över havet och antalet invånare är 131.
Terrängen runt Enrique Calderón Rodríguez är platt åt nordväst, men åt sydost är den kuperad. Runt Enrique Calderón Rodríguez är det ganska glesbefolkat, med 24 invånare per kvadratkilometer. Närmaste större samhälle är General Ignacio Zaragoza, 14,2 km norr om Enrique Calderón Rodríguez. Omgivningarna runt Enrique Calderón Rodríguez är i huvudsak ett öppet busklandskap.